# 朝椋神社

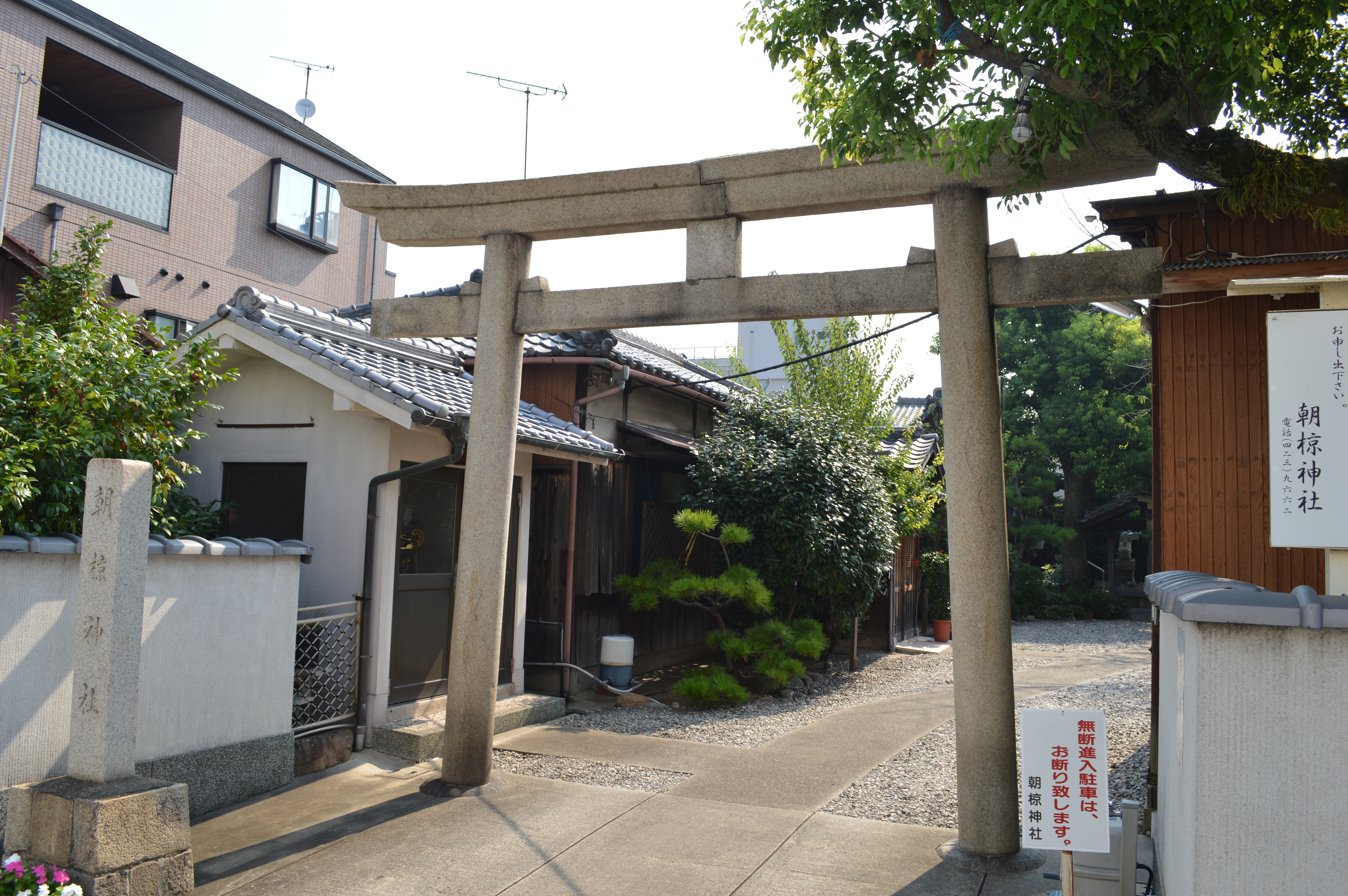
鳥居

朝椋神社（あさくらじんじゃ）は、和歌山県和歌山市鷺ノ森明神丁にある神社。式内社で、旧社格は村社。

## 祭神
- 大国主命 （おおくにぬしのみこと）

祭神について、『神名帳考証』では高知県高知市の朝倉神社（あさくらじんじゃ）同様に天石帆別命とする説を挙げる。

## 歴史

### 概史
古い由緒は不詳。平安時代中期の『延喜式』神名帳には紀伊国名草郡に「朝椋神社」と記載され、式内社に列している。また『紀伊国神名帳』には「従四位上 朝椋神」と記載されている。
明治時代の『和歌山県神社明細帳』によれば、寛弘2年（1005年）5月に摂社修葺、永徳2年（1382年）5月・応永18年（1411年）4月・永享10年（1438年）12月・康正3年（1457年）8月・永正年間（1504年-1521年）に造営があり、天正年間（1585年）の兵火で社領を失ったという。そして文禄5年（1596年）に和歌山城代・桑山重晴が再建したが、万治2年（1659年）に焼失、翌年紀州徳川家により復旧された。
享保8年（1723年）の「鷺森神社記」によると、式内社・朝椋神社は所在不明となっていたが、延宝年間（1673年-1681年）に和歌山藩の儒者・李梅渓がそれまで「顕国社」と称した当社を式内社に比定し、社名を「朝椋神社」に改称したという。
明治に入り、近代社格制度では村社に列した。社殿は第二次大戦の和歌山市空襲で焼失し、昭和35年に再建された。

### 神階
- 従四位上 （『紀伊国神名帳』） - 表記は「朝椋神」。

## 摂末社
- 神明神社
- 子守勝手社

## 現地情報
所在地
- 和歌山県和歌山市鷺ノ森明神丁22番地

交通アクセス
- 鉄道：JR西日本・南海電車 和歌山市駅（徒歩約7分）
- バス：和歌山バス 宇治停留所（徒歩約3分）